# Rafael Orozco Maestre
Rafael José Orozco Maestre (Becerril, Cesar, 24 de març de 1954 - Barranquilla, Atlántico 11 de juny de 1992) fou un cantautor colombià de música vallenata. Juntament amb Israel Romero va ser un dels principals representants de la música vallenata i folklòrica colombiana.
Va ser un dels principals representants de la música popular colombiana i va ser cantant i cofundador, juntament amb el seu company acordionista Israel Romero, del grup vallenato Binomio de Oro de América, molt popular a Colòmbia, Mèxic i Veneçuela.
Orozco va néixer a Becerril (Cèsar). Va ser assassinat per homes armats davant de casa seva a Barranquilla, Atlántico, durant la festa del 15è aniversari de la seva filla. Es creu que els assassins van ser contractats per un narcotraficant la dona o núvia del qual estava obsessionada amb Orozco. S'ha al·legat que Orozco tenia una relació sentimental amb una jove anomenada Maria Angelica Navarro Ogliasti, identificada com la núvia del sicari del càrtel de Medellín José Reinaldo Fiallo, que va ser assassinada el novembre de 1992 per ordre de Pablo Escobar.

## Discografia
De 1977 a 1991 el Binomio de Oro va gravar 20 àlbums sense comptar contribucions especials a altres artistes en diferents recopilacions, interromputs amb la mort del cantant Rafael Orozco.
- 1975 - Adelante
- 1975 - Con emoción
- 1977 - Binomio de oro
- 1977 - Por lo alto
- 1978 - Enamorado como siempre
- 1978 - Los Elegidos
- 1979 - Súper vallenato
- 1980 - Clase aparte
- 1980 - De caché
- 1981 - 5 años de oro
- 1982 - Festival vallenato
- 1982 - Fuera de serie
- 1983 - Mucha calidad
- 1984 - Somos vallenato
- 1985 - Superior
- 1986 - Binomio de oro
- 1987 - En concierto
- 1988 - Internacional
- 1989 - De Exportación
- 1990 - De fiesta con binomio de oro
- 1991 - De américa
- 1992 - Por siempre

## Telenovel·la
El 2014, Caracol Televisión, la cadena de televisió colombiana més gran, va començar a emetre una telenovel·la titulada Rafael Orozco, el ídolo, sobre la vida de Rafael Orozco Maestre.